# Мальованка (місцевість)
Мальованка — історична місцевість Житомира, колишнє передмістя.

## Розташування
Місцевість розташована в західній частині Житомира, на правому березі річки Кам'янки.
Як історична місцевість та великий житловий район, Мальованка обмежена: з півдня — вулицями Чуднівською, Чумацький Шлях, Радоновою, із заходу — лісом та вулицею Дібровною, зі сходу — річкою Кам'янкою. До Мальованки прилучаються наступні місцевості: з півдня — Павликівка, з південного заходу — Корбутівка (у тому числі Стара Рудня), із заходу — територія Березівської сільської громади, з півночі — Нова Рудня, з північного сходу — Рудня, зі сходу — стародавня частина міста (частина центру) — Замкова, Охрімова гори та Поділ між ними. Складовими частинами Мальованки є історичні місцевості: Закам'янка (в межах вулиць Троянівської, Симона Петлюри, Західної, Чуднівської, річки Кам'янки), Злата Рудня (трикутник між вулицями Радоновою, Олени Теліги та лісом Березівської сільської громади).
На Мальованці, а саме її південно-східній частині, відомій як Закам'янка, розташовується Мальованський парк з Мальованським кар'єром.
Центральним майданом Мальованки є Мальованський майдан. Головними вулицями Мальованки є: Троянівська, Радивілівська, Героїв Пожежників, Святого Йоана Павла II.

## Історія
Достеменно не відомо щодо походження топоніму Мальованка. За однією версію назва походить від мальовничих берегів Кам'янки. За іншою — від мальованих вивісок на чисельних м’ясних лавках.
В районі сучасної Мальованки за дорученням Московського товариства любителів природи, антропології і етнографії в 1878 та в 1886 роках археологи Володимир Боніфатійович Антонович та Сергій Свиридович Гамченко дослідили курганну групу на правому березі Кам'янки. Подальші дослідження показали, що мальованські кургани — це ряд поховань за обрядом трупопокладення 2 пол. X—XIII століть. Також археологами виявлено уламки посуду, срібні та скляні намистини, персні тощо. На час досліджень могильник площею 14 га складався з понад 300 надмогильних насипів.
У 1983 році північніше провулку Ясеневого археолог Олександр Олександрович Тарабукін дослідив поселення часів бронзової доби, ранньозалізної доби та пізнього середньовіччя.
Першою вулицею на правому березі річки Кам'янки стала Мальованська набережна, відома тоді як Новий світ за Кам'янкою, що почала формуватися у другій половині XVIII сторіччя. У 1799 році на правому березі Кам'янки налічувалося десять садиб.
На початку XIX століття на вільних від забудови землях активно формувалися невеликі приміські поселення-хутори: Бариша, Бобрика, Лєвандовського, Геперта, Рачинського тощо. Хутори й садиби були розкидані на значній відстані та з'єднувалися польовими дорогами. Частина доріг зникла протягом кінця ХІХ — середини XX століття внаслідок перепланування території. З вагомих шляхів залишився лише фрагмент шляху до Троянова — Троянівська вулиця, а також збережені фрагменти старих шляхів — сучасні вулиця Закам'янська, провулки Закам'янський, 1-й Кармелюка та Семенівський.
Генеральним планом середини XIX століття передбачалося освоєння району Мальованки та включення поселень на правому березі Кам'янки до міської межі. На Мальованці передбачалося прокладання одинадцяти вулиць, що мали утворювати квартали правильної геометричної форми, створення периферійного торговельного майдану — Мальованського. Міська межа передбачалася вздовж запроєктованих вулиць Західної та Північної (нині Березівська).
Впродовж другої половини XIX століття місцевість почала активно заселятись. Внаслідок реалізації генерального плану, станом на початок XX століття виникли та різною мірою сформувалися наступні вулиці (назви сучасні): Радивілівська, Героїв Пожежників, Західна, Скульптора Олішкевича, Святого Йоана Павла II, Кармелюка, Каховська, Березівська; почала формуватися забудова вздовж вищевказаних вулиць. Хаотично розташовані хутори й садиби вздовж старих польових шляхів, а також заболочені ділянки місцевості стали на заваді остаточній прорізці передбачених генпланом вулиць. Окремі вулиці так і залишилися проєктними: Олексіївська (існує лише її фрагмент — 2-й Гранітний провулок) та Заріченська.
На зламі століть на Мальованці в межах вулиць Ровенської (зараз Героїв Пожежників), Радзивілівської (зараз Радивілівська), Троянівської та Старокостянтинівської (зараз Святого Йоана Павла II) формується майдан, на якому двічі на рік відбувались ярмарки. Саме тому цей майдан отримав назву Ярмарково-Мальованський. На початку 1920-х років тут проводились демонстрації. У 1925 році його перейменовано на майдан Декабристів. Пізніше на самому майдані зведено школу (ЖЗОШ № 1) та стадіон при ній.
У 1905 році на Мальованці поруч із майданом збудовано дерев'яну церкву з дзвіницею на честь преподобного Іова Почаївського. При храмі була церковно-парафіяльна двокласна школа. В 1930-х роках церква зруйнована.
Поруч з майданом розмістилась пожежна частина № 3. У 1909 році її приміщення згоріло, тому довелось зводити нове. У наш час на цьому місці розташоване Управління ДСНС України в Житомирській області, а також частина спеціальної техніки та аварійно-рятувальний загін спецпризначення.
У 1895 році за адресою вулиця Ровенська, 54 запрацював шкіряний завод Іойна Пинхасовича Рабіновича та Бера Лейбовича Бравера. Тут виготовляли підошви, гамбурзькі товари (ґатунок кінської шкіри для верхньої частини взуття) та чоботарські заготовки. Станом на 1906 рік середня річна сума прибутку заводу становила 104240 рублів, а кількість робітників складала 67 чоловік. З приходом Радянської влади на базі заводу сформовано артіль, що виготовляла хатнє взуття. З 1936 року на взуттєвій фабриці розпочалось виробництво повсякденного взуття. Зараз ця фабрика відома під назвою ТОВ «Українська промислова компанія «Крок».
У 1915 році передмістя Мальованка обмежувалося річкою Кам'янкою зі сходу, сучасними вулицями Троянівською та Симона Петлюри з півдня, Західною вулицею із заходу та Березівською вулицею з півночі. До передмістя Мальованка прилучалися: передмістя Закам'янка з півдня, Нова Рудня з півночі.
Наприкінці 1940-х років Мальованку визначено одним із районів масової забудови індивідуальними житловими будинками садибного типу. У 1950 — 1960-х роках виникли й сформувалися десятки провулків, а також завершили формування вулиці, що передбачені генеральним планом середини XIX століття: прорізано та забудовано початок вулиці Радивілівської, ділянки вулиць Героїв Пожежників та Західної; вулиці Кармелюка, Каховська, Березівська продовжились на захід з утворенням декількох кварталів західніше колишньої проєктної межі, а саме Західної вулиці.
У 1990 роках на Мальованці з'явилися чотири дев'ятиповерхівки. У 2000-х роках забудова кварталів Мальованки ущільнювалася; почали формуватися квартали садибної забудови на вільних від забудови землях на західній околиці Мальованки. Новий житловий масив отримав проєктну назву Злата Рудня.
28 жовтня 2021 року Управління капітального будівництва Житомирської міської ради оголосило тендер на реконструкцію частини території благоустрою з організацією скверу на перехресті вулиць Троянівська та Радивилівська. Очікувана вартість складає 1 млн 963 тис. 993 грн. Розпочати виконання робіт планують вже з 1 грудня 2021, а завершити реконструкцію — до 1 червня 2022 року.

## Культові споруди
На Мальованці знаходиться римо-католицька каплиця Божого Милосердя (1997 рік). У 2013 році єпископ Віталій Скомаровський освятив фундамент нового костелу, а в 2016 році відбулось урочисте встановлення наріжного каменю, привезеного з гори Голгофи.       